# Les Hommes, quels mufles !
Pour plus de détails, voir Fiche technique et Distribution.
Les Hommes, quels mufles ! (titre original : Gli Uomini, che mascalzoni...) est un film italien réalisé par Mario Camerini, sorti en 1932.

## Synopsis
À Milan, Bruno, un jeune conducteur de maître rencontre Mariuccia, une vendeuse en parfumerie, l'emmène sur les bords du lac Majeur en lui faisant croire que la voiture lui appartient. Après une journée idyllique, il tombe malheureusement sur la famille de son employeur et doit les raccompagner en ville sans pouvoir prévenir Mariuccia. Il tente de revenir la chercher mais sa voiture est accidentée. Bruno, licencié par son maître, vient s'excuser à la parfumerie mais Mariuccia refuse de lui pardonner. C'est alors qu'ayant retrouvé un nouvel emploi, Bruno doit promener son nouveau patron qui invite Mariuccia à monter dans sa voiture. La jeune fille rend Bruno ivre de jalousie. Celui-ci donne sa démission. Mais, Mariuccia le recommande auprès d'un industriel et Bruno travaille, à présent, comme démonstrateur en puits artésien. Après moult disputes et scènes de jalousie, les deux jeunes gens se réconcilient dans le taxi du père de Mariuccia.

## Fiche technique
- Titre : Les Hommes, quels mufles !
- Titre original : Gli Uomini, che mascalzoni...
- Réalisation : Mario Camerini
- Scénario : Mario Camerini, Aldo De Benedetti et Mario Soldati
- Production : Emilio Cecchi
- Musique : Cesare Andrea Bixio
- Photographie : Domenico Scala et Massimo Terzano
- Montage : Fernando Tropea (en)
- Pays d'origine : Royaume d'Italie
- Format : noir et blanc - 1,37:1 - Mono
- Genre : comédie
- Durée : 67 minutes
- Date de sortie : 1932

## Distribution
- Lia Franca : Mariuccia
- Vittorio De Sica : Bruno
- Cesare Zoppetti : Tadino
- Aldo Moschino : Conte Piazzi
- María Denis

## Commentaire
- Gli Uomini, che mascalzoni ! « brille par la fraîcheur d'une mise en scène qui s'adapte aux nécessités du plein air. Certaines scènes ont une saveur de cinéma direct qui annonce un regard candide sur la réalité », écrit Jean A. Gili[1]. Bien que certaines séquences soient plus conventionnelles, le film, envisagé dans sa globalité, émet « un signe très fort pour une cinématographie qui s'aventure hors des studios et qui, déjà, donne le meilleur d'elle-même (...) dans les œuvres faussement ténues où passent l'air du temps, l'authenticité des sentiments humains, la justesse des rapports de classe. »[2]
- « Disons que le film a la personnalité de son époque, reflétée par un artiste sensible et en accord avec elle. On y retrouve en tout cas cette douceur, cette grâce, cette légèreté tantôt gaie, tantôt mélancolique et presque immatérielle de tant de films des premières années du parlant tournés en Europe », souligne Jacques Lourcelles[3].
- « Témoin de son temps, Mario Camerini décrit en sourdine un monde de dureté sociale sous l'exquise apparence de la politesse et du respect des convenances (...) », conclut J.-A. Gili[4].
- Avec ce film, Mario Camerini impose la personnalité de l'acteur Vittorio De Sica. À ce propos, le réalisateur raconte : « Emilio Cecchi (le producteur) est la personne qui m'a fait faire ce film. À l'époque, on tournait les films presque entièrement en studio. Quand j'ai proposé de réaliser ce film totalement à Milan et en décors naturels, Cecchi a tout de suite accepté le projet. Peut-être que, d'un certain point de vue, le film a été le premier film néoréaliste. Cecchi[5] était un homme très ouvert : il m'a aussi aidé pour faire accepter le choix de Vittorio De Sica. »[6]